# فريدريك هيكر
فريدريك هيكر (28 سبتمبر 1811 في أيختارزهايم، دوقية بادن الكبرى - 24 مارس 1881 في سامرفيلد، إلينوي، الولايات المتحدة) كان محاميًّا وسياسيًّا وثوريًّا ألمانيًّا أمريكيًّا. لعب دورًا مركزيًّا في المرحلة الأولى من ثورة بادن والثورة الألمانية حتى أبريل/مايو 1848. في بادن كان واحدًا من أشهر متحدثي ومؤججي الثورة. وبعد دحر الانتفاضة التي سميت باسمه، هاجر إلى الولايات المتحدة وشارك هناك في الحرب الأهلية الأمريكية برتبة عقيد في فيلق للمتطوعين الألمان إلى جانب قوات الاتحاد.